# Massimo Milani
Massimo Milani (Roma, 24 settembre 1967) è un politico italiano.

## Biografia
Imprenditore edile, ha ricoperto per un mese nel 2013 la carica di assessore ai lavori pubblici e alle periferie di Roma Capitale nella giunta di Gianni Alemanno.
Alle elezioni politiche del 2022 viene eletto deputato nel collegio plurinominale Lazio 2-01 per Fratelli d'Italia. Dal 9 novembre 2022 è segretario della VIII Commissione all'ambiente, territorio e lavori pubblici.